# Ворота Алькала
Воро́та Алькала́ (исп. La Puerta de Alcalá) — монумент на площади Независимости (исп.) в Мадриде, Испания. Стиль — переходный от барокко к классицизму. Ворота расположены в центре города недалеко от главного входа в парк Буэн-Ретиро. Площадь делит пополам улицу Алькала, самую длинную улицу испанской столицы, которая, тем не менее, не пересекается с самими воротами. Отсюда берут начало улицы Альфонсо XII, улица Серрано и улица Олосага.
Так же, как и одноимённая улица, ворота обязаны своим названием старинному пути из Мадрида в город Алькала-де-Энарес.
Мадрид конца XVIII столетия всё ещё походил на средневековые города-крепости, окруженные крепостными стенами. Около 1774 года король Карл III поручил архитектору Франческо Сабатини построить взамен старых узких ворот в городской стене монументальные ворота, через которые должна была пройти расширенная дорога к городу Алькала-де-Энарес. В 1778 году ворота были открыты.

## История

### Первоначальный вариант
До строительства нынешних ворот Алькала существовали другие, более старые, ворота с тем же названием. Они были построены из кирпича и стояли чуть западнее современных, в месте, где сегодня расположена улица Альфонсо XI. Ворота были построены в 1598 году по случаю прибытия из Валенсии в Мадрид Маргариты Австрийской, жены короля Филиппа III. Тогда ворота состояли из центральной арки и двух небольших боковых пристроек. Над центральной аркой возвышалась каменная статуя Богородицы, над боковыми арками — статуи святого Петра Ноласко и Марианны де Хе́сус. Ворота были снесены в 1770 году, когда улица Алькала была расширена за счёт территорий, сегодня занятых парком Ретиро, а тогда принадлежавших одноименному дворцу.
Эти ворота, служившие въездом в город со стороны Арагона и Каталонии, были одними из пяти (остальные: Толедо, Сеговия, Бильбао и Аточа) главных ворот городской стены, окружавшей Мадрид.

### Современные ворота
После своего парадного въезда в Мадрид 9 декабря 1769 года через старые ворота, которые не были ему по душе, Карл III принял решение снести их и построить новые в рамках его плана по модернизации города. Ворота Алькала были призваны стать главными воротами города и одним из самых заметных монументов эпохи Карла III.
Многие известные архитекторы того времени представили свои проекты новых ворот, среди них: Вентура Родригес (представил целых пять проектов!), Хосе де Ермосийя и победитель, чей проект воплотился в жизнь, Франческо Сабатини. Первоначальный проект предлагал два варианта монумента: один с пилястрами, другой колоннами. В итоге обе идеи нашли применение, что объясняет различие фасадов.
Когда в 1778 году ворота были открыты, они не были памятником, а служили непосредственно городскими воротами - по обе стороны от них до 1869 года продолжала существовать ограда.

## Внешний вид
Ворота, построенные из гранита, имеют пять пролётов: три с полукруглыми арками, чьи замковые камни украшены фигурами в форме головы льва, и два пролёта с прямоугольными арками с украшениями в виде рога изобилия. Открытые ежедневно, на ночь ворота закрывались на решётку.
Восточный фасад представляет собой десять гранитных колонн. Фасад, обращённый к центру города выглядит немного иначе: шесть внешних подпорок выполнены в виде пилястр и лишь две пары внутренних столпов, рядом с центральной аркой, остаются в форме колонн.
Над центральной аркой, с обеих сторон высечена фраза на латыни с девизом «Rege Carolo III. Anno MDCCLXXVIII» («Будучи Карлом III, 1778 год»). Над надписью внешнего фасада установлена композиция из щита, поддерживаемого Фамой и Гением, по сторонам — фигуры детей.
На боковых арках, изображены четыре основные добродетели: Мудрость, Справедливость, Умеренность и Мужество. Все декоративные фигуры были вырезаны из известняка, привезённого из Кольменар-де-Ореха. Украшения, созданные Франсиско Гутьерресом Аррибасом, выполнены в более барочном стиле и немного дисгармонируют с классицистическим обликом самих ворот.

## Фотогалерея
Западный фасад:
- Основные добродетели в северо-западном углу
- Пара рогов изобилия
- Замковый камень

Восточный фасад:
- Скульптуры детей (юго-восточный угол)
- Скульптуры детей (северо-восточный угол)
- Пара рогов изобилия
- Капитель